# Can-Can (Musical)
Can-Can ist ein Musical von Cole Porter; mit einem Buch von Abe Burrows; es wurde von Cy Feuer und Ernest Martin produziert. In den Hauptrollen waren Lilo (de la Passardière) und Gwen Verdon zu sehen. Can-Can wurde nach Kiss Me, Kate Porters erfolgreichstes Musical. Die Uraufführung fand am 7. Mai 1953 im Shubert Theatre in New York statt.

Erstaufführung im Londoner West End war am 14. Oktober 1954 im Coliseum Theatre. Die deutschsprachige Erstaufführung war am 7. Februar 1959 im Theater Basel. Die Übersetzung stammt von Paul Baudisch, die Liedtexte von Robert Gilbert  (Text  für Ganz Paris träumt von der Liebe von Kurt Feltz).

## Inhalt
Ort und Zeit: Paris, 1893.
In einem Montmartre-Lokal wurden Wäscherinnen bei der Aufführung des verbotenen Cancan verhaftet. Zur Gerichtsverhandlung treffen die Mädchen auf  den frisch ins Amt berufenen Richter Aristide Forestier. Die Anklage lautet auf Verstoß gegen die Sittlichkeitsparagraphen. Die nimmt Forestier, wie jedes andere französische Gesetz, sehr ernst. Bei einem Ortstermin wird er von der Chefin des Etablissements, La Môme Pistache nicht erkannt. Sie prahlt vor ihm mit ihrer Kundschaft aus dem Bereich der staatlichen Gewalten. Dafür landen sie und ihre Mädchen im Gefängnis und das Etablissement muss für sechs Monate schließen. Zum Künstlerball „Bal des Quat’z Arts“ öffnet Pistache ohne Erlaubnis. Forestier, der mittlerweile in Pistache verliebt ist, erscheint an diesem Abend und wird, sie küssend, fotografiert.
Dieses von der Pariser Journaille verbreitete Bild, führt zur Suspendierung Forestiers vom Dienst. Weil Pistaches Lokal nach dem Ball endgültig geschlossen wurde, schlägt sie ihm vor, gemeinsam eine Wäscherei mit abendlichen Cancan-Aufführungen zu eröffnen. Forestier geht auf diesen Vorschlag ein, um später durch Selbstanzeige gegen die öffentliche Heuchelei zu Felde ziehen zu können. Pistache kommt ihm jedoch zuvor und stellt vor Gericht die Frage, ob es denn unsittlich sei, die Menschen fröhlich zu machen.

## Musiknummern
| I. Akt                       | I. Akt                                  | I. Akt                                                           |
| Titel                        | dargeboten von                          | Anmerkungen                                                      |
| ---------------------------- | --------------------------------------- | ---------------------------------------------------------------- |
| Introduction                 | Orchester                               |                                                                  |
| Maidens Typical of France    | Ensemble                                |                                                                  |
| Never Give Anything Away     | La Môme Pistache                        |                                                                  |
| C’est Magnifique             | Pistache und Richter Aristide Forestier |                                                                  |
| Quadrille                    | Orchester                               |                                                                  |
| Come Along with Me           | Hilaire Jussac                          |                                                                  |
| Come Along With Me (Reprise) | Boris Adzinidzinadze                    |                                                                  |
| Live and Let Live            | Pistache                                |                                                                  |
| I Am in Love                 | Richter                                 |                                                                  |
| If You Loved Me Truly        | Claudine und Boris                      |                                                                  |
| Montmartre                   | Ensemble                                |                                                                  |
| Garden of Eden Ballet        | Orchester                               |                                                                  |
| Allez-Vous-En                | Pistache                                |                                                                  |
| II. Akt                      |                                         |                                                                  |
| Titel                        | dargeboten von                          | Anmerkungen                                                      |
| Entr’acte                    | Orchester                               |                                                                  |
| Who Said Gay Paree?          | Richter                                 | später herausgenommen                                            |
| Never, Never Be An Artist    | Boris und Ensemble                      |                                                                  |
| It’s All Right with Me       | Richter                                 | Mir soll’s recht sein in der deutschsprachigen Fassung           |
| Every Man is a Stupid Man    | Pistache                                |                                                                  |
| The Apaches                  |                                         | Tanz                                                             |
| I Love Paris                 | Pistache und Ensemble                   | Ganz Paris träumt von der Liebe in der deutschsprachigen Fassung |
| Can-Can                      | Pistache und die Frauen                 |                                                                  |
| Finale                       | Ensemble                                |                                                                  |

## Auszeichnungen
Gwen Verdon erhielt 1954 den Tony Award als beste Nebendarstellerin in einem Musical, Michael Kidd für die beste Choreografie.

## Verfilmung
Der Stoff wurde 1960, ebenfalls unter dem Titel Can Can, von Walter Lang verfilmt.